# 18 mars 1985
Le lundi 18 mars 1985 est le 77e jour de l'année 1985.

## Naissances
- Ana Beatriz, pilote automobile brésilienne
- Charíklia Pantazí, gymnaste rythmique grecque
- Dieter Van Tornhout, joueur de football belge
- Duane Henry, acteur anglais
- Gabriel Pigrée, footballeur français
- Gennaro Esposito, footballeur italien
- Gordon Schildenfeld, footballeur croate
- Islam Majidi, haltérophile marocaine
- Jérôme Arnould, boxeur français
- Jamie Gregg, patineur de vitesse canadien
- Krisztián Berki, gymnaste hongrois
- Marcus Slaughter, joueur de basket-ball américain
- Marvin Humes, chanteur, disc-jockey, présentateur de télévision et animateur de radio anglais
- Michaël Chételat, joueur professionnel de hockey sur glace
- Michaela Kirchgasser, skieuse autrichienne
- Sean Wroe, athlète australien spécialiste du 400 mètres
- Theodora Richards, mannequin américaine
- Tomonobu Yokoyama, joueur de football japonais
- Vince Lia, joueur de football australien

## Décès
- Myrtle Cook (née le 5 janvier 1902), sprinteuse canadienne
- Pang Xunqin (né en 1906), peintre chinois

## Événements
- Début du feuilleton australien Les Voisins
- Début des Masters de tennis féminin 1985
- Début du Tournoi de tennis du Brésil (WTA 1985)
- Création de Disney-ABC Television Group